# Aminobutiraldehid dehidrogenaza
Aminobutiraldehid dehidrogenaza (EC 1.2.1.19, gama-guanidinobutiraldehid dehidrogenaza (nespicifična), ABAL dehidrogenaza, 4-aminobutiraldehidna dehidrogenaza, 4-aminobutanalna dehidrogenaza, gama-aminobutiraldehidna dehidroganase, 1-pirolidinska dehidrogenaza, ABALDH, YdcW) je enzim sa sistematskim imenom 4-aminobutanal:NAD+ 1-oksidoreduktaza. Ovaj enzim katalizuje sledeću hemijsku reakciju
4-aminobutanal + NAD+ +2O {\displaystyle \rightleftharpoons } 4-aminobutanoat + NADH + 2 H+
Ovaj enzim manifestuje široku supstratnu specifičnost i ima znatnu preferenciju za pravolančane aldehide kao supstrate (do 7 ugljenika duge). Biljni enzim takođe deluje na 4-guanidinobutanal (cf. EC 1.2.1.54 gama-guanidinobutiraldehid dehidrogenazu). 1-pirolidin i 4-aminobutanal su u ravnoteži i mogu se spontano interkonvertovati. 1-pirolidin može da deluje kao početni supstrat. Ovaj enzim formira deo argininskog kataboličkog puta i pripada superfamiliji aldehidnih dehidrogenaza.

## Literatura
- Nicholas C. Price; Lewis Stevens (1999). Fundamentals of Enzymology: The Cell and Molecular Biology of Catalytic Proteins (Third изд.). USA: Oxford University Press. ISBN 019850229X.
- Eric J. Toone (2006). Advances in Enzymology and Related Areas of Molecular Biology, Protein Evolution (Volume 75 изд.). Wiley-Interscience. ISBN 0471205036.
- Branden C; Tooze J. Introduction to Protein Structure. New York, NY: Garland Publishing. ISBN 0-8153-2305-0.
- Irwin H. Segel. Enzyme Kinetics: Behavior and Analysis of Rapid Equilibrium and Steady-State Enzyme Systems (Book 44 изд.). Wiley Classics Library. ISBN 0471303097.

## Spoljašnje veze
- Aminobutyraldehyde+dehydrogenase на 